# Leptactina tessmannii
Leptactina tessmannii är en måreväxtart som beskrevs av Kurt Krause. Leptactina tessmannii ingår i släktet Leptactina och familjen måreväxter.
Artens utbredningsområde är Ekvatorialguinea. Inga underarter finns listade i Catalogue of Life.